# ريكاردو بوينو
ريكاردو بوينو (بالبرتغالية: Ricardo Bueno‏) (15 أغسطس 1987 بساو باولو في البرازيل - ) هو لاعب كرة قدم برازيلي في مركز الهجوم. لعب مع أتلتيكو غويانيينسي وأتلتيكو مينييرو وغريميو بورتو أليغرينزي ونادي بالميراس ونادي جوينفيل ونادي سونغنام ونادي فيغورينسي ونادي نوردشيلاند ونادي لوندرينا وNacional Atlético Clube Sociedade Civil Ltda. ‏ وOeste Futebol Clube ‏.

## روابط خارجية
- ريكاردو بوينو على موقع دوري كوريا الجنوبية (الإنجليزية)
- ريكاردو بوينو على موقع قاعدة بيانات كرة القدم.إي يو (الإنجليزية)
- ريكاردو بوينو على موقع Soccerway.com (الإنجليزية)